# Папуга-бронзоголов малий
Папуга-бронзоголов малий (Psittacella madaraszi) — вид птахів з родини папугові (Psittacidae). Ендемік Новій Гвінеї.

## Опис
Малий папуга-бронзоголов це невеликий папуга, довжина його становить в середньому 14 см, вага 42 г. Голова птаха оливково-коричневого кольору, навколо шиї іде коричнево-чорна смуга. Крила і верхня сторона хвоста зеленого кольору, нижня сторона хвоста сіра. Груди коричнево-оранжеві, живіт світло-зелений, гузка червона. Самки мають жовто-зелену або коричневу смугу на боках.

## Поширення
Великий папуга-бронзоголов є ендеміком Центрального хребта і гір Арфак на Новій Гвінеї. Мешкає в тропічних гірських лісах і високогір'ях на висоті від 1700 до 2800 м над рівнем моря. Віддає перевагу більш високогірним районам, ніж інші види роду папуг-бронзоголовів.

## Раціон
Харчується фруктами, насінням, ягодами, квітками, листям.

## Збереження
Це поширений вид птахів, який мешкає в малодоступних для людини місцях. МСОП вважає цей вид таким, що не потребує особливих заходів зі збереження.